# 下米勒巴赫河

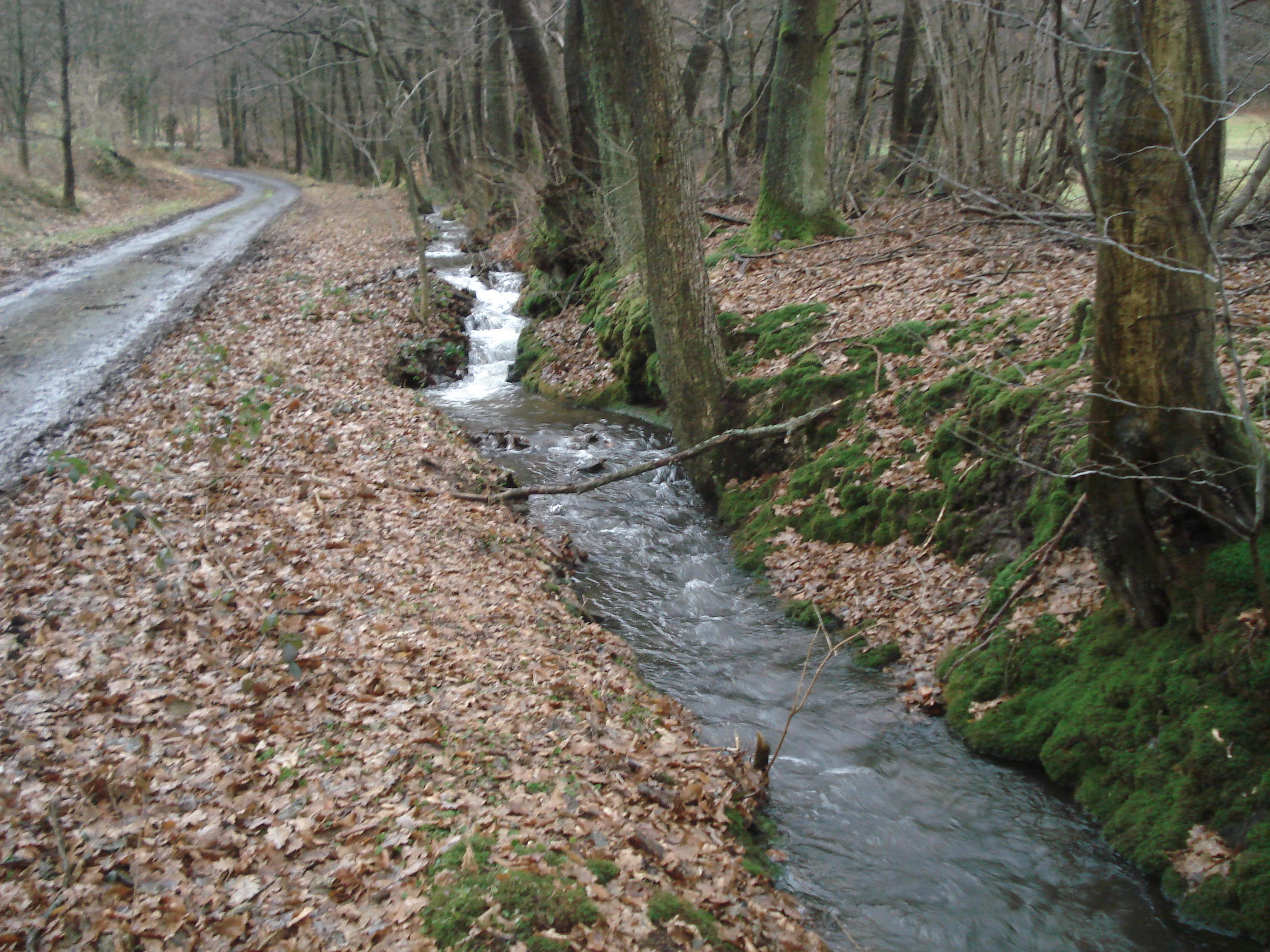

50°9′10.33″N 9°22′23.76″E / 50.1528694°N 9.3732667°E
下米勒巴赫河（德語：Untermüllerbach），是德國的河流，位於該國中部，由黑森州負責管轄，屬於比伯河的右支流，河道全長1公里，流域面積1.9平方公里，流經美因-金齊希縣。